# Шурова Ольга Ігорівна

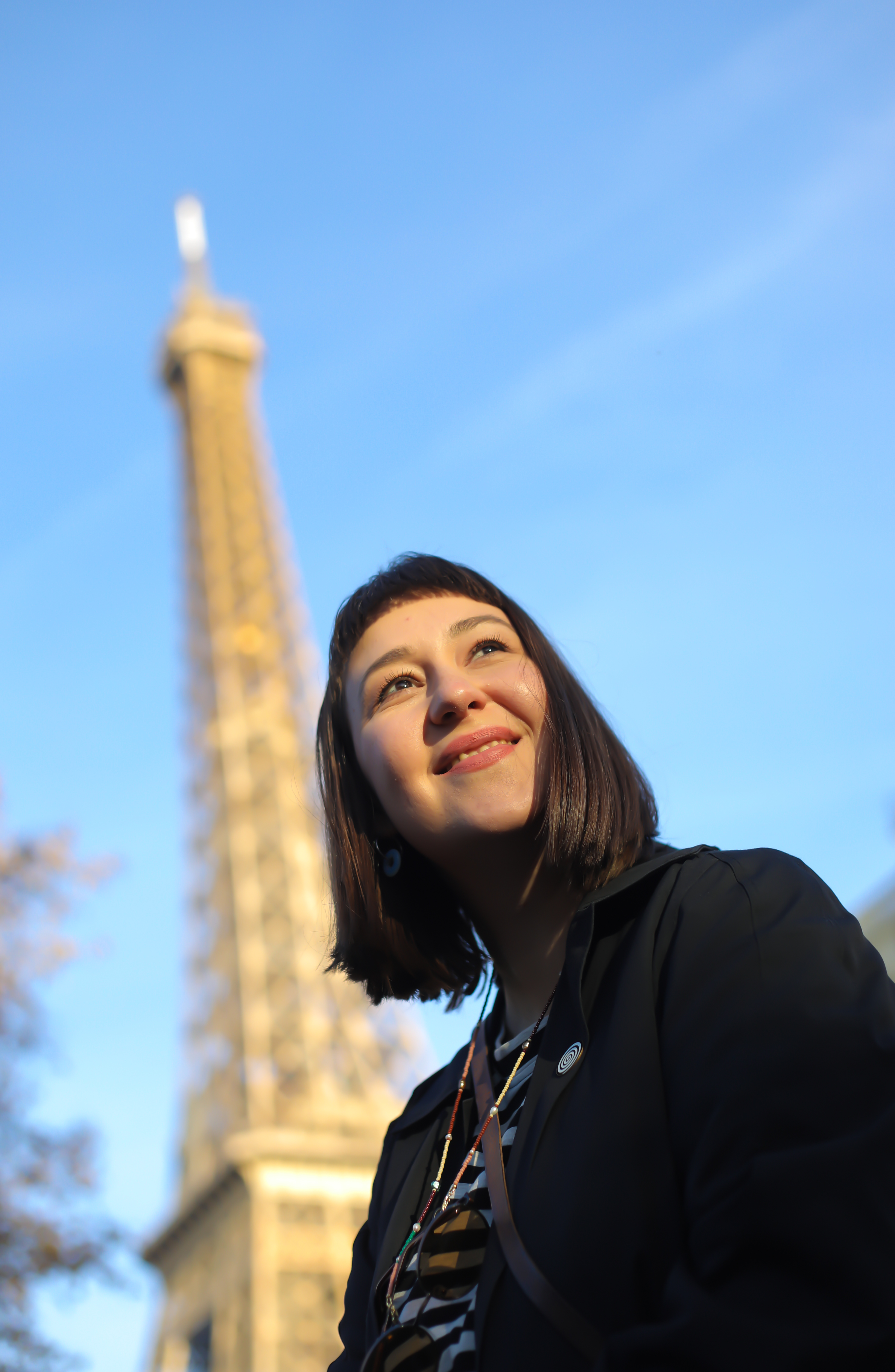
Ольга Шурова, 2021

О́льга І́горівна Шу́рова (Оля Шурова) (нар. 4 травня 1988, Вінниця) — українська підприємиця, засновниця школи французької мови Musique de langue, вокалістка, музикантка, учасниця українського гурту Blooms Corda.
Закінчила Київський національний лінгвістичний університет за спеціальністю «Французька і англійська мова та література». З 2011 року у шлюбі з Андрієм Бояром, підприємцем, дизайнером, кліпмейкером Pianoбой, O.Torvald та інших.
2021 року заснувала школу французької мови «Musique de langue», а 2022 стала фіналісткою премії "Створено Жінками — 2022", отримавши відзнаку від партнера УкрСибБанку.
У 2023 заснувала франкомовний простір Musique de langue у Києві в естетиці паризької квартири в Будинку з каріатидами на Липинського, 4.
Попри підприємницьку та викладацьку діяльність, продовжує займатися музикою та співпрацювати із різними музичними колективами.

## Музичні колективи
- 2009-2022 – Pianoбой
- 2022-зараз – Blooms Corda
- 3 лютого 2024 року виступила зі спільним музичним номером Under Pressure зі Стасом Корольовим та квартетом Євгенія Дубовика у рамках проєкту Bowie Night у Києві.
- 24 серпня 2024 року взяла участь (клавішні, бек-вокал) у концерті Стаса Корольова «Round 2: Цифровий Утікач» в рамках фестивалю Brave! Factory. Згодом відеозапис цього концерту було випущено на Youtube, а аудіозапис – у вигляді live-альбому «R2:ЦУ live at Brave! Factory».

## Дискографія
Студійні альбоми
- «Простые вещи» (2012) Pianoбой
- «Не прекращай мечтать» (2013) Pianoбой
- «Take Off» (2015) Pianoбой
- "Fog Lavender (2018) Blooms Corda
- "Хісторі" (2019) Pianoбой
- "Найдорожчі речі у світі" (2022) Blooms Corda
- "Дощ іде, але сонце світить" (2024) Blooms Corda
- "R2:ЦУ live at Brave! Factory" (2024) Стас Корольов

Сингли та інше
- Принципи простоти (за участю Гурт Дно, Стас Корольов, Alex Silakov і Romanica)
- Напряжно (Гурт Дно, 2023)[4]
- Повертаюсь до життя (Blooms Corda)